# Usbek (Einheit)
Usbek, auch Usbeck, war ein ägyptisches Volumen- und Fruchtmaß.

## Kairo
- 1 Usbek = 4 Rub = 29,17 Liter (errechnet)
- 6 Usbek = 1 Ardeb = 175 Liter (nach H. A. Pierer = 9023,83 Pariser Kubikzoll = 179 Liter)[1]

## Alexandria
Nach anderer Quelle vom Ardeb/Rebeke war das Maß in Alexandria etwas kleiner.
- 1 Ardeb = 7996,4 Pariser Kubikzoll = 158,623 Liter
- 1 Usbek = 4 Ruben = 26,44 Liter (errechn.)